# Alojzów (gromada)
Alojzów – dawna gromada, czyli najmniejsza jednostka podziału terytorialnego Polskiej Rzeczypospolitej Ludowej w latach 1954–1972.
Gromady, z gromadzkimi radami narodowymi (GRN) jako organami władzy najniższego stopnia na wsi, funkcjonowały od reformy reorganizującej administrację wiejską przeprowadzonej jesienią 1954 do momentu ich zniesienia z dniem 1 stycznia 1973, tym samym wypierając organizację gminną w latach 1954–1972.
Gromadę Alojzów siedzibą GRN w Alojzowie utworzono – jako jedną z 8759 gromad na obszarze Polski – w powiecie iłżeckim w woj. kieleckim, na mocy uchwały nr 13k/54 WRN w Kielcach z dnia 29 września 1954. W skład jednostki weszły obszary dotychczasowych gromad Alojzów, Bujak, Kajetanów i Walentynów oraz północna część wsi Płudnica z dotychczasowej gromady Płudnica ze zniesionej gminy Krzyżanowice i miejscowość Pieńki Pakosławskie z dotychczasowej gromady Pakosław ze zniesionej gminy Błaziny w tymże powiecie; ponadto lasy państwowe nadleśnictwa Małomierzyce, oddziały Nr 128 i Nr 129. Dla gromady ustalono 11 członków gromadzkiej rady narodowej.
31 grudnia 1961 z gromady Alojzów wyłączono wieś Bujak, włączając ją do gromady Modrzejowice w powiecie radomskim w tymże województwie, po czym gromadę Alojzów zniesiono a jej (pozostały) obszar włączono do gromady Krzyżanowice w powiecie iłżeckim.